# 박보연 (치어리더)
박보연은 대한민국의 여성 치어리더이다.

## 생애
대한민국에서 해외로 진출한 첫 번째 치어리더로, 은퇴 후 대한민국 역사상 처음으로 치어리딩 관련 지식을 전공하누 교수가 되었다. 치어리딩댄스과 교수로 재직하며 안무 등 전문 분야를 가르치는 일을 담당하고 있다.